# Coral·limorfaris
Els coral·limorfaris (Corallimorpharia) són un ordre d'antozous de la subclasse Hexacorallia, emparentats amb les anemones de mar i els coralls durs de l'ordre dels escleractinis.
Reben el nom comú de falsos coralls, tenen la mateixa estructura interna que els escleractinis, però sense els seus llargs tentacles depredadors. Els tentacles dels coral·limorfaris es redueixen a protuberàncies rodanxones i no són retràctils.
Són animals exclusivament marins distribuïts principalment pels tròpics.

## Famílies
El Registre Mundial d'Espècies Marines (WoRMS) enumera aquestes famílies dins els coral·limorfaris:
- Actinodiscidae
- Corallimorphia incertae sedis
- Corallimorphidae
- Discosomatidae
- Ricordeidae
- Sideractiidae

## Galeria
A Wikimedia Commons hi ha contingut multimèdia relatiu a: Coral·limorfaris

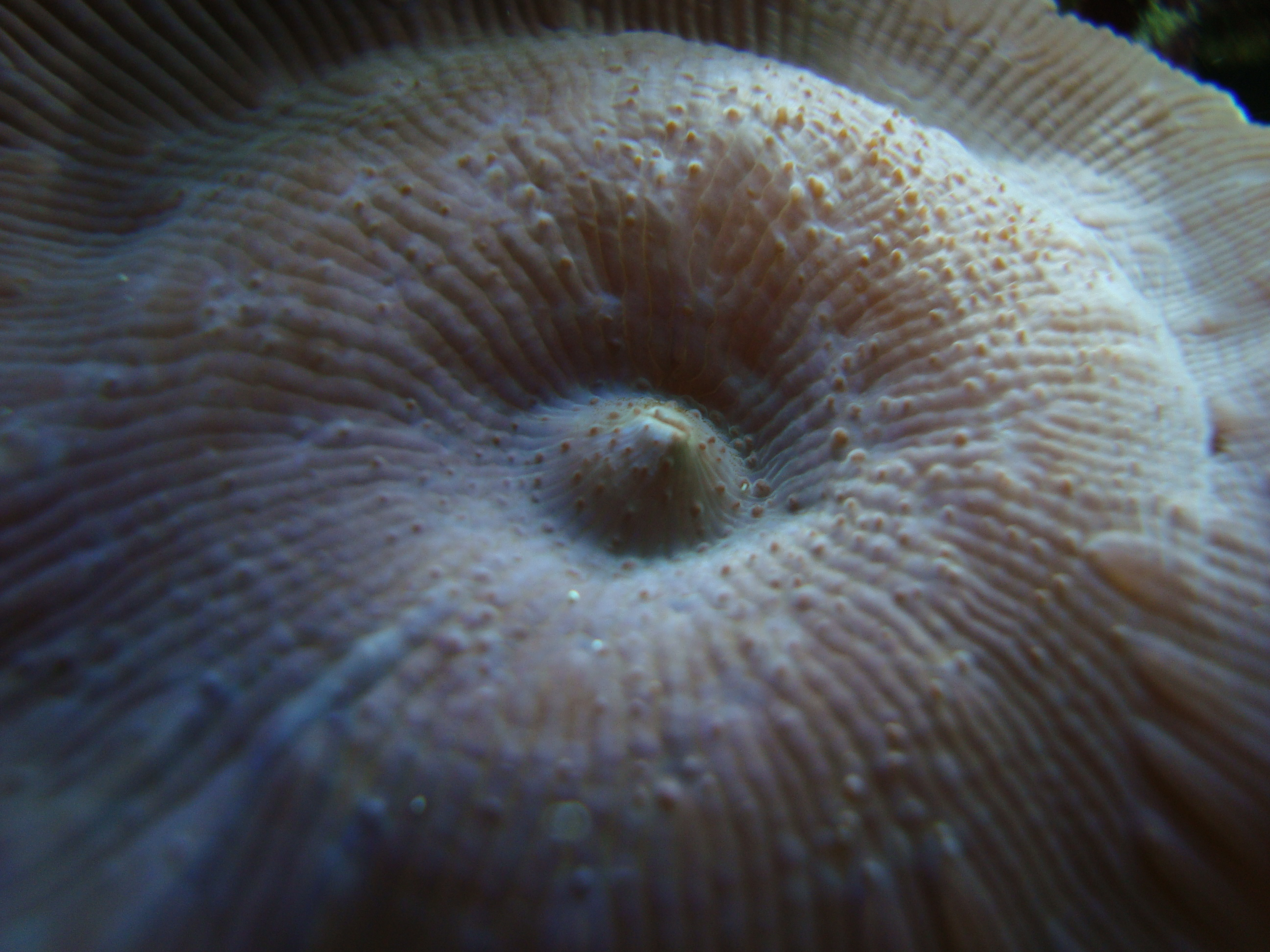
Actinodiscus
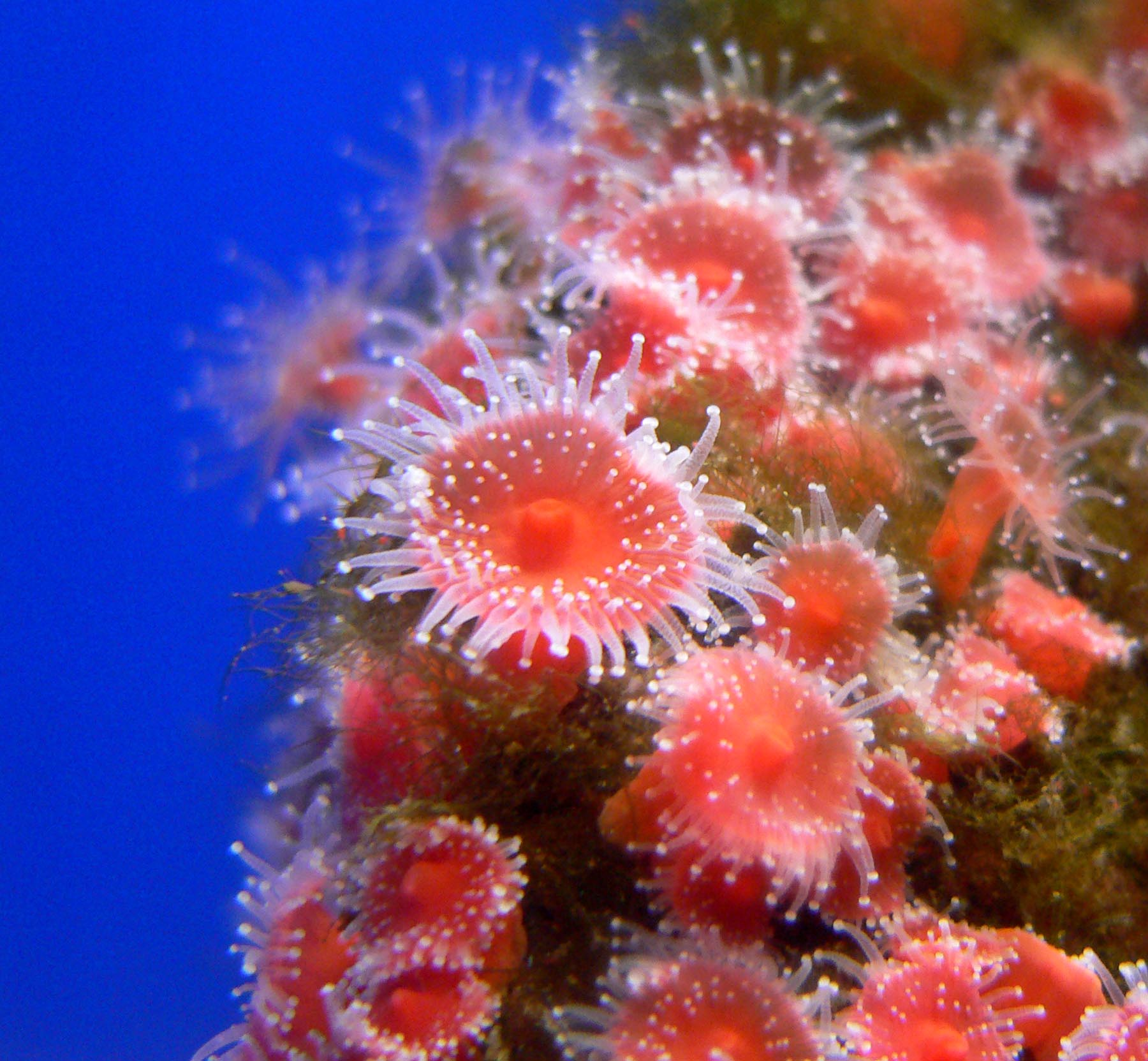
Corynactis californica
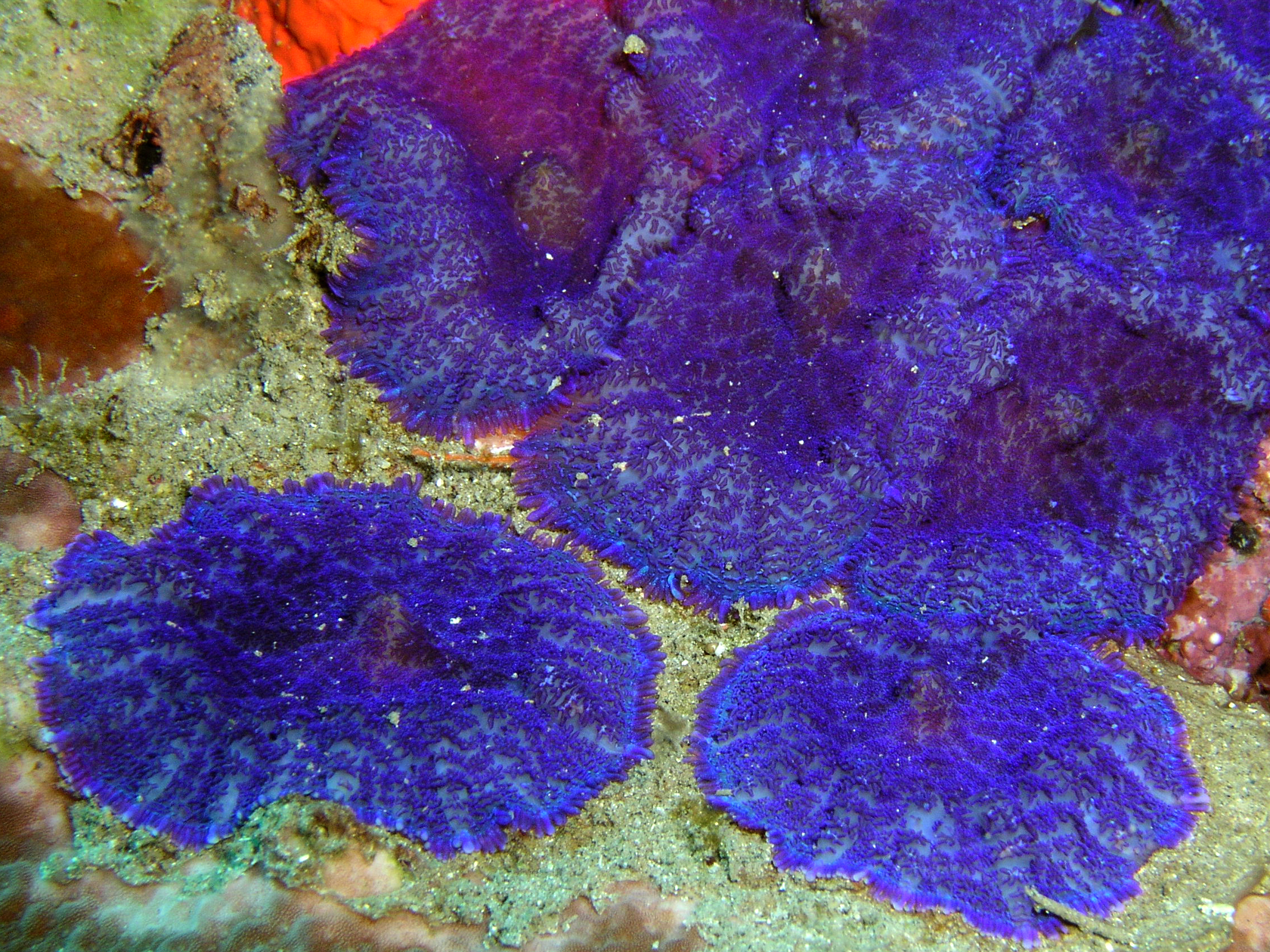
Discosoma de Timor Est
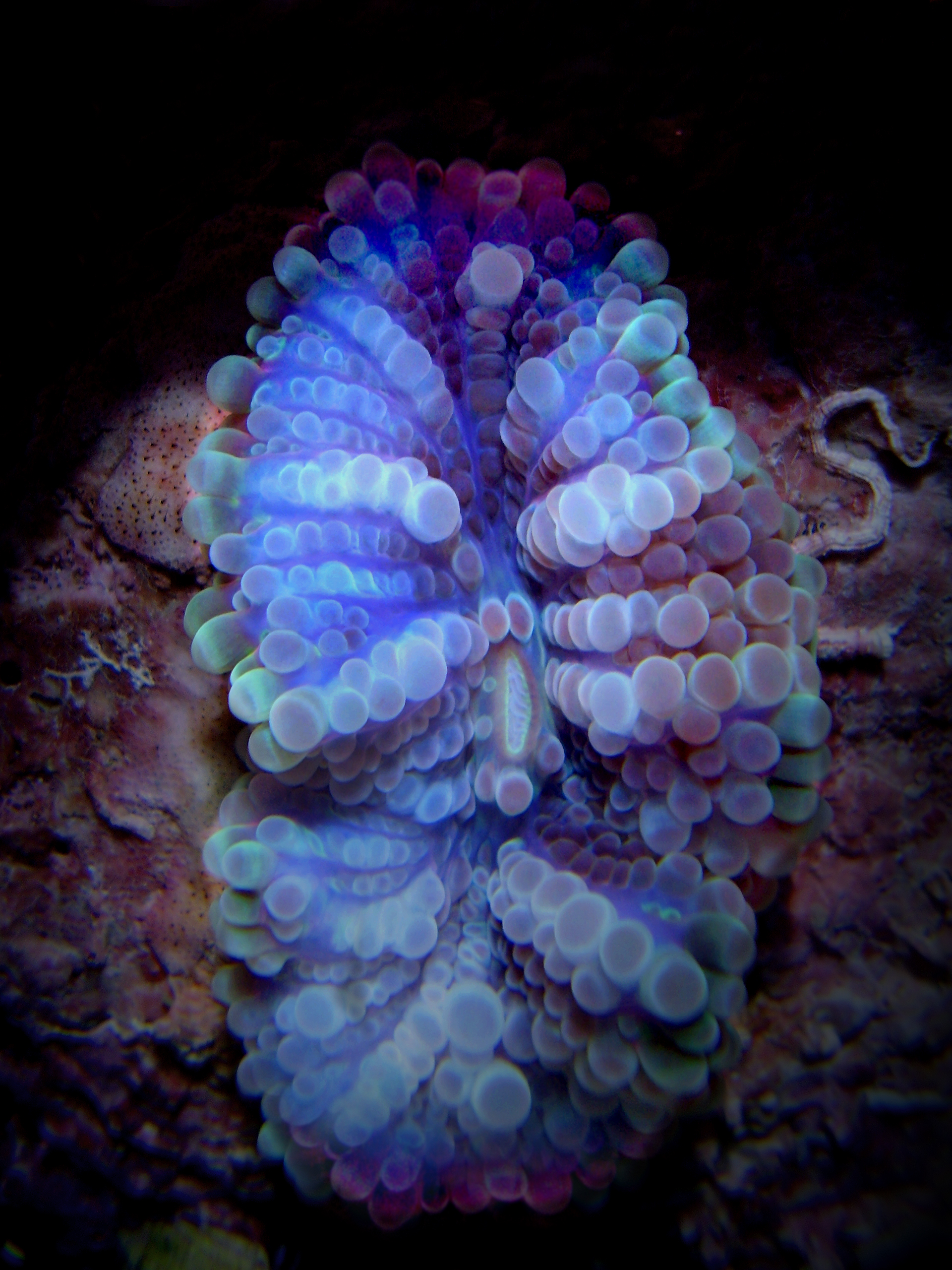
Ricordea yuma